# Epalpodes equatorialis
Epalpodes equatorialis är en tvåvingeart som beskrevs av Townsend 1912. Epalpodes equatorialis ingår i släktet Epalpodes och familjen parasitflugor.
Artens utbredningsområde är Ecuador. Inga underarter finns listade i Catalogue of Life.